# Blaustein
Blaustein – miasto w Niemczech, w kraju związkowym Badenia-Wirtembergia, w rejencji Tybinga, w regionie Donau-Iller, w powiecie Alb-Donau. Leży nad rzeką Blau, ok. 7 km na północny zachód od Ulm. Do 30 września 2014 samodzielna gmina.